# Aeschi (Solura)
Aeschi – miejscowość i gmina (niem. Politische Gemeinde) w Szwajcarii, w kantonie Solura, w jednostce administracyjnej (Amtei) Bucheggberg-Wasseramt, w okręgu Wasseramt. Leży nad jeziorem Burgäschisee. 1 stycznia 2012 do gminy przylączono gminę Steinhof.

## Demografia
W Aeschi mieszka 1308 osób. W 2022 roku 8,1% populacji gminy stanowiły osoby urodzone poza Szwajcarią. 

## Transport
Przez teren gminy przebiega droga główna nr 269.